# Solange de Almeida
Solange de Almeida (Porto Alegre, 26 de fevereiro de 1961) é uma política brasileira, graduada em Medicina Veterinária, formada pela Universidade Federal do Rio de Janeiro e Pós-Graduada em Políticas Públicas pela Escola de Política e Governo da Universidade Cândido Mendes. 

## História política
Foi vereadora e prefeita do município de Rio Bonito, por dois mandatos em cada cargo, pelo Partido da Mobilização Nacional (PMN), Partido do Movimento Democrático Brasileiro (PMDB), Partido da Frente Liberal (PFL) e Partido Verde (PV).
Foi presidente do Instituto Vital Brazil (Niterói) e teve um mandato como deputada federal.
Acusada de denúncias de corrupção eleitoral, foi cassada, mas manteve-se no cargo até que em 8 de outubro de 2008 o TSE negou recurso contra a cassação de seu mandato eletivo.
Deputada federal de 2007 a 2011, não conseguiu se reeleger, tendo assumido como deputada brevemente em 2011.